# Фостер, Джон Грей
Джон Грей Фостер (англ. John Gray Foster; 27 мая 1823 — 2 сентября 1874) — американский военный, генерал армии Союза в годы гражданской войны, известный участием в обороне форта Самтер и службой в Северной и Южной Каролине. Один из командиров Огайской армии. После войны служил экспертом по взрывотехнике.

## Ранние годы
Фостер родился в Уайтфилде (штат Нью-Гэмпшир). Когда ему исполнилось десять лет, семья переехала в Нашуа, где он учился в местных школах, а затем окончил академию Хэнкока. В 1842 он поступил в академию Вест-Пойнт и окончил её 4-м в выпуске 1846 года. Был определен в инженерный корпус во временном звании второго лейтенанта.
Во время мексиканской войны служил в инженерных частях и участвовал в наступлении генерала Скотта на Мехико. В сражении при Молино-дель-Рей (где был ранен лейтенант Роберт Андерсон) Фостер лично возглавил отряд пехотинцев, но был тяжело ранен в ногу, так что её едва не ампутировали, и в итоге Фостер слегка хромал ещё много лет спустя.
20 августа 1847 года был временно повышен до первого лейтенанта за храбрость при Контрерас и Чурубуско, а 8 сентября получил временное звание капитана за Молино-дель-Рей. Получил звание второго лейтенанта регулярной армии в 1848 и звание лейтенанта регулярной армии в 1854. С 1855 по 1857 преподавал инженерное дело в Вест-Пойнте. В 1857—1857 годах заведовал сооружением форта Самтер и восстановлением форта Мольтри.

## Гражданская война
1 июля 1860 года Фостер стал капитаном инженерных войск, а в августе ему поручили отремонтировать форт Молтри, а так же форт Самтер и Касл-Пинкни. Даблдей впоследствии утверждал, что это назначение было связано с опасениями относительно возможной войны с Англией. Фостер занял офис в Чарлстоне, познакомился с местным обществом, а затем снял дом на острове Салливана около форта Мултри. Он поселился там с женой, дочерью Энни, племянником Генри и черным слугой Бенжамином Скоттом. Ему не удалось найти в Чарлстоне нужное количество строителей, поэтому он нанял в Балтиморе 150 человек, в основном каменщиков. на помощь Фостеру правительство отправило первого лейтенанта Джорджа Снайдера, который в 1856 году окончил Вест-Пойнт первым в выпуске. Фостер отправил его в форт Самтер с сотней рабочих. Однако, к ноябрю обстановка в Южной Каролине осложнилась, жители стали с подозрением относиться к строительным работам в фортах, и это беспокоило Фостера.
После начала кризиса, в декабре 1860 года он перевел гарнизон форта Мольтри в форт Самтер (за что получил временное звание майора) и передал командование майору Роберту Андерсону. Фостер находился в форте во время сражения за форт Самтер в апреле 1861 года. 23 октября 1861 года он стал бригадным генералом добровольческой армии, а в декабре стал командовать бригадой в армии генерала Бернсайда, который предпринял экспедицию в Северную Каролину. Он хорошо проявил себя в сражении при Роанок-Айленд и в сражении при Нью-Берне. В его честь Форт-Бартоу на Роанок-Айленде был переименован в Форт-Фостер. В 1865 году этот форт был срыт.
Когда Бернсайд был переведен в Вирджинию, Фостер принял командование всем департаментом Северной Каролины. 18 июля 1862 года он стал генерал-майором и участвовал в экспедиции в Голдсборо. Когда в ходе осады Саффолка в Северной Каролине появился корпус Лонгстрита, Фостер лично руководил обороной Вашингтона.